# Komposition (Grammatik)
Die Komposition (zu lateinisch compositio ‚Zusammensetzung‘) oder Wortzusammensetzung ist in der Grammatik ein Verfahren zur Bildung eines neuen Wortes durch die Verbindung bereits vorhandener Wörter, oder eigentlich Wortstämme. Das zusammengesetzte Wort als Ergebnis dieses Verfahrens wird meist Kompositum genannt (Plural: Komposita), sonst auch Doppelwort oder ebenfalls (Wort-)Zusammensetzung.
Ein Kompositum, das als Ganzes ein Nomen (im Sinne von Substantiv) ergibt, wird zusammengesetztes Nomen oder Nominalkompositum genannt, in der Schulgrammatik zusammengesetztes Hauptwort. Dies ist im Deutschen der häufigste Typ; allerdings ist das Verfahren der Komposition als solches nicht auf eine bestimmte Wortart eingeschränkt.
Die Komposition ist neben der Derivation (Ableitung) die wichtigste Art der Wortbildung. Sie ist neben der Entlehnung – die allerdings nicht als Wortbildungsart gilt – das wichtigste Mittel, um bei Bedarf den bestehenden Wortschatz zu erweitern. Die Bildung von Komposita führt zu Informationsverdichtung, da eine Bedeutung, die sonst eine syntaktische Konstruktion (Syntagma) aus mehreren Wörtern erfordern würde, in einem einzigen Wort ausgedrückt werden kann. Die genaue Interpretation eines Kompositums aus seinen Bestandteilen hat prinzipiell großen Spielraum, so dass Komposita oft mehrdeutig sind. Häufig erwerben sie dann im Sprachgebrauch auch verengte Spezialbedeutungen oder die Bedeutung verschiebt sich insgesamt auf einen anderen Bereich, z. B. bei dem Wort „Kindergarten“ (dies sind Fälle der Lexikalisierung).
Verschiedene Sprachen unterscheiden sich darin, wie die Struktur von Komposita aussieht und in welchem Ausmaß sie Komposition überhaupt benutzen. Deutsch und Sanskrit sind Beispiele für sehr kompositionsfreudige Sprachen. Alternativen zur Komposition mit gleichwertiger Bedeutung können feste syntaktische Verbindungen sein (wie oft im Französischen, etwa pomme de terre „Erdapfel“ = Kartoffel) oder Adjektivkonstruktionen (typisch für die slawischen Sprachen).

## Begriff

### Die Begriffe „Grundwort“ und „Bestimmungswort“
In einfachen Darstellungen wird für eine Komposition verlangt, dass die miteinander verbundenen Elemente Wörter sein sollen, also sonst selbständig vorkommen können. Beispiele:
- der Fußball (Substantiv) + das Stadion (Substantiv) → das Fußballstadion (Substantiv).
- die Abfahrt (Substantiv) + die Zeit (Substantiv) → die Abfahrtszeit (Substantiv).
- fahr(-en) (Verb) + der Gast (Substantiv) → der Fahrgast (Substantiv).

Das Rechtsglied wird dann auch als das Grundwort (Determinatum) des Kompositums bezeichnet, das Erstglied als sein Bestimmungswort (Determinans). Eine solche Einteilung, die sich auf „Wörter“ bezieht, erfasst die typischen Fälle, jedoch verengt sie den Begriff der Komposition und schließt nicht alle infrage kommenden Fälle ein. Eine allgemeine Definition der Komposition wird sich daher auf Wortstämme beziehen (siehe den folgenden Abschnitt).

### Komposition als Verbindung zweier Wortstämme
Üblicherweise werden unter dem Begriff der Komposition alle Verbindungen einbezogen, deren Teile den gleichen Status wie der Wortstamm eines Inhaltsworts haben – auch wenn sie nicht selbständig als Wörter benutzbar sein sollten. Als Komposita zählen somit auch Bildungen, die sogenannte Konfixe verwenden wie in Biblio-thek oder Video-thek. Hier ist das Element -thek ein Konfix, d. h. kommt nicht frei vor, bildet aber einen Stamm für die Anfügung von Flexionsendungen, wie in Videothek-en. Im Gegensatz zu einem Affix trägt es auch inhaltliche Bedeutung bei (hier etwa: „Verwahrungs- und Benutzungseinrichtung für Medien“), es ist also ein lexikalisches Morphem. Konfixe als Erstglied eines Kompositums sind schwieriger nachzuweisen, aber beispielsweise das Erstglied in Schwieger-vater wird ebenfalls als Konfix, also nicht-freier Wortstamm, angesehen (wie auch in dem Wort verschwiegert; es ist allerdings kein fremdsprachliches Element wie die typischen Beispiele für Konfixe). Ebenso ergibt sich dann Brombeere als Kompositum, wegen der Analogie zu Stachel-beere, auch wenn Brom- als Bezeichnung einer Pflanzenart weder frei noch irgendwo sonst gebunden vorkommt (ein „unikales Morphem“).
Komposition lässt sich somit allgemein definieren als die Verbindung zweier Wortstämme, nicht zweier Wörter. Diese Definition ist aus zwei Gründen präziser: Zum einen sind, wie gesehen, unselbständige Wortstämme zugelassen, wogegen Wörter immer frei stehen können. Zum anderen kann als Wort eine Einheit bezeichnet werden, die eine Flexionsform trägt; flektierte Wortformen sind jedoch innerhalb von Komposita normalerweise nicht möglich. Man sieht dies im obigen Beispiel fahr(-en) + Gast → Fahrgast: Das Kompositum kann nicht die Infinitivform benutzen wie: * Fahrengast.
– Ein Wortstamm kann ebenso wie ein Wort in sich zusammengesetzt sein. Komplexe Zusammensetzungen wie Fahrgast+befragung sind also mit abgedeckt, wenn der Begriff der Komposition auf Wortstämme aufbaut. (Mehr dazu siehe im Abschnitt #Der innere Aufbau von Komposita).
Nicht korrekt ist daher eine Definition der Komposition als „Verbindung von zwei lexikalischen Morphemen“, auch wenn sich solche Formulierungen in der Lehrbuchliteratur öfters finden. Beide Bestandteile, die bei einer Komposition zusammengefügt werden, können immer auch komplex sein, anstatt Morpheme zu sein. (Beispiel: Das Kompositum Fahrgastbefragung verbindet einen Stamm aus 2 lexikalischen Morphemen mit einem Stamm aus 1 lexikalischen Morphem (frag-) plus 2 grammatischen Morphemen). Zutreffend ist hingegen, dass Komposita daran erkannt werden können, dass zwei (oder mehr) lexikalische Morpheme irgendwo in ihrem Inneren zu sehen sind – dies sagt jedoch nichts darüber, welche Einheiten auf welche Weise zu einem Kompositum verbunden worden sind.

## Die Abgrenzung zwischen Komposition und Derivation
Zur Wortbildung zählen sowohl Komposition als auch Derivation (Wortableitung). Während Komposition als Verbindung aus zwei Stämmen definiert wurde, ist die Derivation eine Verbindung aus einem Stamm und einem Affix, wobei Affixe als grammatische, nicht lexikalische Elemente zählen. In der Bezeichnung abgeleiteter Begriffe können aber manchmal beide Verfahren mit ähnlichem Ergebnis benutzt werden, z. B. ist die Wortableitung Empfänger in einer Lesart bedeutungsgleich mit Empfangsgerät (einem Kompositum).
Die Unterscheidung zwischen Komposition und Derivation weist jedoch auch einen Übergangsbereich auf, und zwar sowohl was die Sprachgeschichte betrifft als auch die gegenwärtige deutsche Grammatik. Dies liegt daran, dass ehemals selbständige Wörter, die in Komposita vorkommen, verblassen können und später als Derivationsaffixe aufgefasst werden.
Ein Beispiel für einen historischen Übergang ist das heutige Wortbildungs-Affix lich, wie in feind-lich. Es geht zurück auf das althochdeutsche Wort lich = Körper, Gestalt (vgl. im heutigen Deutsch das Substantiv Leiche). Auf dieser Stufe wären Konstruktionen mit lich demnach als Komposita aufzufassen. Im heutigen Deutsch besitzt -lich keinen Wortstatus mehr und ist vielmehr ein Affix. Es bildet keine Substantive wie das Ausgangswort Leiche, sondern Adjektive. Die inhaltliche Entwicklung verlief entsprechend von einer Bedeutung „Gestalt (wie …)“ hin zu einer abstrakteren Funktion, etwa: „mit der Eigenschaft von …“.
Im Gegenwartsdeutsch gibt es ebenfalls Fälle von unsicherem Status zwischen Grundwort eines Kompositums oder Affix. Zum Beispiel wird in dem Handbuch von Fleischer & Barz das Element -wesen wie in Finanzwesen, Hochschulwesen, Gesundheitswesen als Suffix eingestuft, die genannten Bildungen seien also keine Komposition, jedoch ist das Substantiv Wesen in einer Bedeutung ähnlich wie „Organismus“ darin noch erkennbar.
Ein häufiger Fall sind auch Wortbildungen, in denen der erste Teil eines Kompositums eine Bedeutungsveränderung erfährt, die in Richtung einer reinen Bewertung führt (eine expressive Bedeutung). Beispiele sind: Riesenproblem, Bombenerfolg, Traumurlaub. Sie werden teilweise Halbaffixe, meist aber Affixoide genannt. Diese Bildungen beziehen sich nicht wörtlich auf Riesen, Bomben oder Träume, wenngleich Metaphern, die auf diesen Wörtern basieren, beteiligt sind. Affixoide sehen aus wie Wörter, verhalten sich aber wie Affixe. Sie treten vorn an ein Nomen oder Adjektiv und haben eine verstärkende, intensivierende Funktion, meist stilistisch-emotional (Präfixoide: Affentheater, Bombenstimmung, Sauwut, saumüde, schweineteuer), teilweise lediglich steigernd (Hauptmahlzeit, übereifrig, hochmodern). In dieser Bedeutung kommen sie nur gebunden vor. Sie unterscheiden sich von Komposita aufgrund dieser Semantik und weil sie den Wortakzent verlieren, gleichzeitig aber reihenbildend auftreten. Sie treten hinten an ein Nomen mit meist kollektiver Bedeutung (Suffixoide: Ölzeug, Flechtwerk, Fachkraft) oder an ein Adjektiv (salzarm, scheinfrei, familienfreundlich). Der Begriff ist nach einigen Jahren intensiver Diskussion mittlerweile gut etabliert, teils weil es für zahlreiche Sprachen Dokumentationen gibt, teils weil im Rahmen neuerer Ansätze wie der Konstruktionsgrammatik eine Entscheidung zwischen Derivation oder Komposition obsolet geworden ist.

## Endozentrische und Exozentrische Komposita
Kompositionen können rekursiv aufgebaut werden. Dabei kann ein Kompositum selbst auch wieder ein Teil eines neueren noch komplexeren Kompositums werden. Wenn beispielsweise die zwei Nomen „Dampf“ und „Schiff“ miteinander durch Komposition verbunden werden, entsteht das Wort „Dampfschiff“. Dieses kann in einem weiteren Kompositionsprozess durch das Nomen „Fahrt“ ergänzt werden, sodass „Dampfschifffahrt“ entsteht.

### Typen von Komposita und deren Bedeutung
Komposita können anhand des Frege-Prinzips unterschieden werden: Falls die Bedeutung des Gesamtwortes sich vollständig aus seinen Einzelteilen ergibt, handelt es sich um ein endozentrisches Kompositum, sonst um ein exozentrisches Kompositum.

#### Endozentrisches Kompositum
Die Bedeutung eines endozentrischen Kompositums lässt sich aus der Bedeutung seiner Bestandteile errechnen. Es hat einen semantischen Kopf: Eines der beiden freien Morpheme, aus denen das Kompositum besteht, vererbt seine semantischen Merkmale an das Kompositum weiter. Das Kompositum trägt also die Gesamtbedeutung in sich.
Beispiele für endozentrische Komposita sind „Küchenstuhl“, „Buchladen“ und „Wasserflasche“.
Der semantische Kopf steht im Deutschen immer rechts. Somit handelt es sich bei dem Kompositum „Buchladen“ um einen Laden, nicht um ein Buch.
Endozentrische Komposita lassen sich auch noch in ihrer Rolle des Erstgliedes in Bezug auf das Zweitglied unterscheiden.
Kopf-Modifikator-Komposita: Bei diesen Komposita wird der Kopf, also das rechtsstehende Glied, durch das erste modifiziert, also näher beschrieben. Das Erstglied ist somit sozusagen eine Unterart des Zweitglieds. Ein Beispiel hierfür wäre die Katzentoilette. Dieses Kompositum hat den Kopf Toilette und wird durch das erst Glied Katze näher beschrieben. Bei dieser Komposition handelt es sich also um eine Unterart von Toiletten, welche speziell für Katzen ist.
Kopulative Komposita: Bei diesen Komposita ist das Kompositum eine Schnittmenge, die von den beiden Gliedern beschrieben werden. Ein Beispiel für solch ein Kopulatives Kompositum ist taubstumm. Jemand, der die Eigenschaft hat taubstumm zu sein, ist somit gleichermaßen taub als auch stumm.
Synthetische Komposita: Bei diesen Komposita ist das Zweitglied ein Nomen, welches aus einem Verb abgeleitet wurde. Dieses bezeichnet man als man deverbales Nomen. Es kann zum Beispiel ein Nomen wie „Fahrer“ aus dem Kompositum „Taxifahrer“ sein, welches aus dem Verb „fahren“ abgeleitet wurde und das Zweitglied des Kompositums bildet. Das Erstglied solcher Komposita verhält sich wie ein Argument des Verbes, das im Zweitglied enthalten ist.

#### Exozentrisches Kompositum
Die Bedeutung exozentrischer Komposita ergibt sich nicht aus seinen Teilen (Morphemen). Exozentrische Komposita erhalten ihre Gesamtbedeutung also von außen. Sehr häufig ist dies bei der Bezeichnung von Personen der Fall.
Beispiele für exozentrische Komposita sind „Angsthase“, „Hoffnungsträger“ und „Jammerlappen“.
Ein „Angsthase“ müsste dem Kopf nach ein „Hase“ sein. Dass es sich stattdessen um einen ängstlichen Menschen handelt, ergibt sich nur „von außen“ durch Weltwissen.

## Der innere Aufbau von Komposita

### „Kopf“ und „Kern“ bei der Komposition
Der Kopf einer Konstruktion überträgt seine semantischen und grammatischen Eigenschaften auf das ganze Wort und steht beim Kompositum im Deutschen (und anderen germanischen Sprachen) in der Regel rechts außen (man sagt daher, das Kompositum sei rechtsköpfig). Bei Determinativkomposita (siehe im Abschnitt „Kompositionstypen“) wird der Kopf auch als das Determinatum bezeichnet. Für eine ausführliche Darstellung mit Beispielen von Komposita siehe den Hauptartikel.

### Fuge und Fugenelement (im Deutschen)
Die Nahtstelle zwischen den Wortstämmen, die die Glieder eines Kompositums bilden, wird Fuge oder Kompositionsfuge genannt. Diese kann durch ein spezielles Fugenelement gekennzeichnet sein.
Als Fugenelemente erscheinen im Deutschen hauptsächlich -(e)s-, -e-, -(e)n- und -er- wie in Liebeslied, nötigenfalls, Wartezimmer und gewissermaßen. Die Fugenelemente im Deutschen sind aus Flexionsendungen oder andernorts geschwundenen Teilen des Wortstamms entstanden, wurden aber später zusätzlich auch in Analogie dazu gebildet. Man unterscheidet „paradigmatische Fugenelemente“, d. h. Laute oder Lautverbindungen, die dem Flexionsparadigma des Erstglieds entsprechen, z. B. Genitiv-/Plural-Morphologie (Geistesblitz, Geisterfahrer, Autorenhonorar) und unparadigmatische Fugen, die nicht zum Flexionsparadigma des Erstglieds gehören, z. B. Liebesbrief, Mausefalle. Auch bei äußerlicher Gleichheit zählen Fugenelemente jedoch in keinem Fall als Flexion, da sie keine grammatischen Merkmale ausdrücken. Sie erfordern also keine Ausnahme zu der Regel, dass im Inneren von Komposita keine Flexionsformen vorkommen.
Vollständige Regeln für ihr Auftreten gibt es nicht. Ein regelmäßiges Muster ist, dass bestimmte Derivations-Suffixe das Anhängen eines Fugen-s verlangen, wenn sie das Erstglied des Kompositums abschließen, so etwa bei -keit, -heit, -schaft, -ung, -ut, -ion, -ität, -tum.
BeispieleFreiheitsliebe; Landschaftsgärtnerin; Meinungsbildung, Komposition-s-fuge
Ausnahme ohne Fugen-sStellungnahme.

### Komplexe Komposita
Wenn ein Kompositum als Verbindung zweier Stämme definiert wird, kann jeder beteiligte Stamm in sich zusammengesetzt sein. Es kann also wiederum ein Kompositum als Erst- oder Zweitglied auftreten oder jede andere Art von Wortbildung enthalten sein. Damit entsteht in der Komposition eine Möglichkeit der Rekursion, wie sie sonst eher der Syntax zugesprochen wird.
Beispiele:
- Töpfereibetriebseröffnung = {Töpfereibetrieb} + {s} + {Eröffnung}. Rechtsglied: (die) Eröffnung ist der Kopf und macht das ganze Wort zu einem Femininum.
- Töpfereibetrieb = {Töpferei} + {Betrieb} (wiederum Komposition)

Wortbildungsmorpheme wie das -ei in Töpferei sind hier zwar als Bestandteil im Inneren des Erstglieds sichtbar, sind aber als solche nicht am Vorgang der Komposition beteiligt. Die Ableitung von Töpferei letztlich aus Topf ist ein Wortbildungsprozess, der insgesamt zur Bildung eines komplexen Wortstamms Töpferei führt:
- Töpferei = {Töpfer} + {-ei} (Derivation mit Sufix {-ei})
- Töpfer = {Topf} + {-er} (Derivation mit Suffix {-er})

Nur der so gebildete komplexe Wortstamm Töpferei als ganzer wird jedoch von der Kompositionsregel in der Bildung Töpferei+betrieb benutzt. Die Struktur des komplexen Kompositums ist also folgendermaßen darzustellen: [[Töpferei betriebs] eröffnung]. Dabei ist die innere Struktur der komponierten Stämme nicht berücksichtigt, dies ist Sache eines weiteren Analyseschritts. Die Struktur bedingt die Interpretation der Komposita; so ist ein [Stadt [planungs büro]] etwas anderes als ein [[Stadt planung]s büro].

## Kompositionstypen
In der Sprachwissenschaft werden verschiedene Typen und Arten von Komposita unterschieden.

### Herkömmliche Typisierung
Herkömmlich werden Komposita (XY) nach semantischen Kriterien typisiert als:
- Determinativkompositum (X bestimmt Y näher, z. B. um Baum näher zu klassifizieren, wird das Kompositum Apfelbaum gebildet)
- Possessivkompositum (X bestimmt Y näher, wobei XY nicht das Benannte Y ist, sondern pars-pro-toto fungiert, z. B. Glatzkopf)
- Rektionskompositum (X bestimmt Y näher, wobei X sich wie eine Ergänzung verhält, die vom Grundwort verlangt wird, wie bei einem grammatischen Objekt, das von einem Verb regiert wird, z. B. Frauenkenner, Autofahrer)
- Kopulativkompositum (X und Y sind semantisch gleichwertig, z. B. süß-sauer)

Beim Determinativkompositum bestimmt (determiniert, spezifiziert) ein Wortglied das andere. Possessivkomposita und Rektionskomposita werden dabei als Unterformen von Determinativkomposita verstanden.

### Typenbildung nach Jacob oder Wilhelm Grimm
Während die Typenbildung in Determinativ-, Possessiv- und Kopulativkomposita als synchronisch qualifiziert wird, hat Grimm unter historisch-genetischem Aspekt echte/eigentliche Komposita durch Juxtaposition, Kasuskomposita (uneigentliche/unechte Komposita) und verdunkelte („versteinerte“) Zusammensetzungen unterschieden.

### Typisierung nach den beteiligten Wortarten
Die unmittelbaren Konstituenten eines Kompositums können unterschiedlichen Wortarten angehören. „Fast alle Wortarten können miteinander kombiniert werden.“ Es gibt „grundsätzlich keine Einschränkungen.“ Allerdings kann ein Kompositum auch einer Wortart angehören, die keines seiner Bestandteile hat. So sind Zusammensetzungen mit Präpositionen als zweitem Glied üblicherweise selbst keine Präpositionen („nebenan“).
Beispiele:
| 1.\2. Bestandteil | Substantiv   | Verb           | Adjektiv      | Adverb        | Präposition |
| ----------------- | ------------ | -------------- | ------------- | ------------- | ----------- |
| Substantiv        | Wort+bildung | seil+tanzen    | blitz+schnell | fluss+abwärts | berg+auf    |
| Verb              | Koch+topf    | dreh+bohren    | klopf+fest    | Tauge+nichts  | Reiß+aus    |
| Adjektiv          | Blau+helm    | rein+waschen   | hell+gelb     | rund+weg      | rund+um     |
| Adverb            | Wieder+wahl  | davon+laufen   | immer+grün    | immer+fort    | außen+vor   |
| Präposition       | Gegen+satz   | wider+sprechen | vor+laut      | vor+weg       | neben+an    |

Weitere Beispiele:
- (Substantiv + Substantiv; N+N-Komposita): „Fuge+n+element“
- ((Adjektiv + Substantiv) + Substantiv): „Breit+maul+frosch“; „Dünn+brett+bohrer“
- (Pronomen + (Verb/Partizip + Substantiv)): „All+heilmittel“, „Ich+bewusstsein“
- (Partizip + Substantiv): „Bedeckt+samer“, „Lebend+gewicht“

Komposita kann man auch nach der Wortart der Kopfkonstituente einteilen in:
Substantivkomposita (Nomenkomposita, Nominalkomposita)„Renn+wagen“
Adjektivkomposita„himmel+blau“
Verbkomposita„zusammen+setzen“
Adverbkomposita„fluss+abwärts“

## Sonderfälle

### Zusammenrückungen
Bei den Zusammenrückungen werden mindestens zwei Wörter nach den Regeln der Syntax gebildet und als ein einziges Wort aufgefasst. Die Wörter werden also, so wie sie sind, zusammengerückt. Als Folge davon können Zusammenrückungen in ihrem Inneren auch Spuren von Flexion der beteiligten Wörter enthalten. Im Gegensatz zu den Komposita bestimmt die zweite Komponente nicht die Wortart des ganzen Ausdrucks (Vergissmeinnicht, Taugenichts, Tunichtgut, Nichtsnutz). Außerdem kommen in Komposita sonst keine Flexionselemente vor.

### Autokomposita, Iterativkomposita
Es gibt eine schwach produktive Wortbildungsart, bei der durch Doppelung eines Wortes ein Kompositum gebildet wird. Eine Grundform stellt das sogenannte Autokompositum (Selbstkompositum) dar. Dass und wie Selbstkomposita interpretierbar sind, hat Günther in Experimenten nachgewiesen. Geläufige Beispiele sind Helfershelfer, Kindeskind, Zinseszins, die als Genitivkonstruktionen Helfer der Helfer etc. interpretiert werden können. Andere Beispiele dienen unter anderem der Hervorhebung/Intensivierung, z. B. Film-Film, graugraue Hemden.
Gelegentlich wird dabei der anlautende Konsonant variiert, häufiger aber der Stammvokal des Ausgangswortes.
Beispiele
Konsonantenvariation/Reimdoppelung: Schickimicki, larifari;
häufiger ist Vokalvariation/Ablautdoppelung: Mischmasch, Wirrwarr, Schnickschnack.
Diese Beispiele werden oft nicht als Komposita, sondern als Fälle von Reduplikation analysiert. Dazu gehören auch Onomatopoetika wie Kuckuck, Tamtam, Wauwau, da sie nicht aus Wörtern gebildet, sondern lautmalerisch urgeschöpft werden.

### Phrasenkomposita
In Phrasenkomposita besteht das Erstglied nicht aus einem Wortstamm, sondern aus einem ganzen selbständigen Ausdruck. Meistens handelt es sich dabei um einen mehr oder weniger geläufigen Ausdruck:
seine Alles-oder-nichts-Haltung, die Wer-war-das-Frage
Wiese analysiert solche Komposita als die Verwendung von Zitaten innerhalb der Komposita. Das Argument dafür ist, dass auch Elemente aus ganz anderen Zeichensystemen, z. B. aus fremden Sprachen, in Phrasenkomposita vorkommen können:
diese Rien-ne-va-plus-Behauptung, das @-Zeichen, die No-future-Jugendlichen

## Schreibung

### Deutsche Rechtschreibung
In der deutschen Orthografie werden Komposita heute in der Regel zusammengeschrieben. Eine Alternative ist die Trennung der einzelnen Kompositumsbestandteile voneinander mit Bindestrich.
Eine Schreibung mit Bindestrich ist vorgesehen bei Komposita mit Einzelbuchstaben (S-Kurve), Abkürzungen (Fußball-WM), Ziffern (100-prozentig), fremdsprachlichen Bildungen (Make-up). Auch zur Vermeidung von Missverständnissen oder Leseschwierigkeiten kann ein Bindestrich verwendet werden. So kann das schwer lesbare Wort Reihensechszylinderwirbelkammervierventilturbodieselmotor auch Reihen-Sechszylinder-Wirbelkammer-Vierventil-Turbo-Dieselmotor geschrieben werden, niemals aber mit Leerzeichen. Ein Leerzeichen in einem Kompositum ist in jedem Fall unzulässig.

### Englische Rechtschreibung
Im Englischen werden Komposita für gewöhnlich mit Leerzeichen geschrieben, aber deren Bestimmungswörter werden mit Bindestrich kombiniert, wenn sonst das Verständnis beeinträchtigt wäre. Dies betrifft besonders Kombinationen von Zahlen und Substantiven, aber auch Kombinationen aus anderen Wortteilen.
Traditionell wurden auch viele zweiteilige Komposita mit Bindestrich geschrieben, aber heutzutage werden sie zunehmend entweder getrennt oder zusammengeschrieben, besonders im amerikanischen Englisch. Traditionell wurden neue Begriffe wie homepage erst lange home page geschrieben, erst viel später home-page und nur selten und nach langer Etablierung als homepage.
Der Reihen-Sechszylinder-Wirbelkammer-Vierventil-Turbo-Dieselmotor wäre auf Englisch also theoretisch ein inline six-cylinder swirl chamber four-valve turbodiesel engine. Im Englischen sind jedoch Komposita mit mehr als vier Teilen verpönt; selbst vierteilige werden wenn möglich mit of oder anderen Präpositionen umformuliert, z. B. four-valve turbodiesel engine with (an) inline six-cylinder swirl chamber.

## Quantitative Aspekte
Verschiedene quantitative Überlegungen lassen sich zu Komposita anstellen. Eine geht der Frage nach, aus wie vielen Lexemen Komposita zusammengesetzt sind und wie häufig die verschieden langen Komposita vorkommen. Eine weitere gilt der Frage, aus Wörtern welcher Wortart die Komposita zusammengesetzt sind. Dazu hat Gnatchuk Untersuchungen an Komposita in englischen Prosa-Texten sowie in englischen wissenschaftlichen Texten durchgeführt. Weitere Untersuchungen galten den Komposita in einem deutschsprachigen Fachbuch über Wirtschaftsinformatik und denen in Büchern zur Computerwissenschaft im Ukrainischen. Die Mittel, mit denen die Übergangsstelle zwischen Kompositionsgliedern gestaltet wird, sind ein zusätzliches Thema Gnatciucs & Gnatchuks am Beispiel eines Buches über Wirtschaftsinformatik. Noch ein anderer Aspekt besteht darin, dass kürzere Wörter mehr an der Bildung von Komposita beteiligt sind als längere. In all diesen Fällen konnte gezeigt werden, dass die beobachteten Verhältnisse mathematischen Modellen genügen.